# Tomasz Copik
Tomasz Copik (* 5. April 1978 in Knurów) ist ein ehemaliger polnischer Fußballspieler. Bei seinen Mitspielern und in der Öffentlichkeit ist er unter dem Spitznamen „Copa“ bekannt.

## Karriere
In seiner Jugend spielte Copik für Jedność 32 Przyszowice. Über Gwarek Zabrze gelangte er im Januar 1997 zum Erstligisten Górnik Zabrze. Am 30. Mai 1998, dem 31. Spieltag der Saison 1997/98, kam Copik zu seinem Debüt im Profifußball, als er im Heimspiel gegen OKS Stomil Olsztyn (2:3) in der 76. Minute für Maciej Krzętowski eingewechselt wurde. Es blieb sein einziger Einsatz für Górnik Zabrze in der Ekstraklasa. In der Saison 1998/99 spielte er bei Naprzód Rydułtowy und in der Hinrunde 1999/2000 bei Polonia Bytom. Von 2000 bis 2002 spielte Copik erstmals für Odra Opole. Im Sommer 2002 wechselte er zum Erstligisten Pogoń Szczecin, wo er acht Spiele absolvierte. Von Januar 2003 bis zum Sommer 2004 spielte er bei Górnik Łęczna und stieg mit dem Klub im Sommer 2003 aus der zweiten Liga in die Ekstraklasa auf. Insgesamt absolvierte er 28 Partien und erzielte zwei Treffer. Im Sommer 2004 wechselte er zum Zweitligisten Szczakowianka Jaworzno. Dort kam er in der Saison 2004/05 zu 29 Einsätzen und erzielte drei Tore. In der Hinrunde 2005/06 wurde er jedoch aus der ersten Mannschaft suspendiert und spielte für die zweite Mannschaft. Zur Rückrunde 2005/06 wechselte er daher zum Ligakonkurrenten KSZO Ostrowiec Świętokrzyski. Dort absolvierte er 30 Spiele und erzielte drei Tore, bevor er im Januar 2007 zum zweiten Mal zu Odra Opole wechselte. Im Sommer 2008 stieg er mit dem Verein in die zweite Liga auf. Insgesamt kam er zu 58 Einsätzen und traf achtmal. Im Januar 2009 wechselte er zum Ligakonkurrenten GKS 1962 Jastrzębie, mit dem er jedoch in die dritte Liga abstieg. Bis zur Winterpause 2009/10 kam er zu 27 Einsätzen und schoss sieben Tore. Im Januar 2010 wechselte er zurück in die erste Liga zu MKS Kluczbork. Nach 37 Einsätzen, fünf erzielten Toren und dem Abstieg im Sommer 2011 verließ er den Verein in Richtung Olimpia Grudziądz. Nach nur fünf Einsätzen in der zweiten Liga in der Hinrunde 2011/12 wechselte Copik wieder zu Odra Opole, die in der vierten Liga spielten. 2015 ging er weiter zu Orzeł Źlinice und beendete dort zwei Jahre später seine Karriere.